# Нијуе
Нијуе (енгл. Niue, IPA: ) је полинежанско острво у јужном делу Тихог океана. Често га називају „Стена Полинезије“. На острву живи око 2.000 становника. Има статус самоуправне територије у добровољној заједници са Новим Зеландом што у пракси значи да су у надлежности Новог Зеланда само спољни послови и одбрана.

## Историја
Острво је 1774. открио Џејмс Кук. 

## Географија
Нијуе је корално острво овалног облика. Корални гребен готово у целини окружује острво које се у централном делу уздиже на око 60 m изнад нивоа мора. Састоји се углавном из кречњачких стена. 

## Привреда
Привреда се заснива на производњи копре и банана, као и међународној помоћи (првенствено од Новог Зеланда). Претпоставља се да се на острву налазе богата налазишта уранијума.